# Драбкина, Феодосия Ильинична
Феодосия (Фейга) Ильинична Драбкина (девичья фамилия Капелевич, партийные псевдонимы Наташа, Марианна; 1883—1957) — российская революционерка и советская государственная деятельница.
Является прообразом пропагандистки Наташи в романе Максима Горького «Мать».

## Биография
Родилась 5 январь 1883 года в Ростове-на-Дону.
Ещё будучи гимназисткой, она познакомилась в своём родном городе с нелегальной марксистской литературой, установила связь с местными социал-демократами. Стала членом РСДРП в 1902 году.
Находилась за границей вместе с мужем Яковом Давидовичем Драбкиным, где, в частности, занималась подготовкой II съезда РСДРП. В 1905 году являлась членом боевой технической группы при Петербургском комитете большевиков, участница Декабрьского вооружённого восстания 1905 года. В 1906 году — секретарь Нарвской районной организации в Петербурге. В 1907—1908 годах вела партийную работу в Баку, где входила в финансовую комиссию местного комитета партии. В 1908 году находилась в эмиграции во Франции, затем вернулась в Россию и занималась партийной работой в Петербурге. Участвовала в создании журнала «Работница» и была членом его редколлегии.
После Октябрьской революции, в 1918—1919 годах, была заведующим иногородним отделом Высшего совета народного хозяйства. В 1919—1924 работала в Коммунистическом университете им. Я. М. Свердлова (этот университет окончила её дочь Елизавета), Коммунистическом университете трудящихся Востока и Коммунистическом университете в Тбилиси.
С 1924 года работала инспектором Рабоче-крестьянской инспекции, затем заведовала издательством и секретариатом Истпарта при ЦК ВКП(б) и Архивом Октябрьской социалистической революции (позже — Центральный государственный архив Октябрьской революции СССР, ныне — Государственный архив Российской Федерации), позже была ответственным редактором Партиздата и других партийных организаций.
С 1938 года была персональным пенсионером.
Умерла 10 января 1957 года в Москве. Похоронена на Новодевичьем кладбище
Дочь — Елизавета Яковлевна Драбкина, также была революционеркой, стала советской писательницей, мемуаристкой. Сын – Владимир, в последствии отец Артёма Драбкинаа.